# SOS Méditerranée
SOS Méditerranée és una organització marítima humanitària de rescat europea que actua al Mediterrani. L'organització impulsa campanyes marítimes per evitar la mort de persones que fugen de Líbia per mar. El grup va ser fundat el juny de 2015 per l'exdiputat alemany alemany Klaus Vogel i la francesa Sophie Beau després que la marina italiana acabés amb l'operació de rescat Mare Nostrum el 2014. La seva seu és a Marsella, França. És una organització sense ànim de lucre que es nodreix de les aportacions privades.

## Història
L'organització és coneguda per les seves accions durant la crisi dels refugiats a Europa sobretot en aigües internacionals de Líbia, on proporcionava refugi i cura mèdica als refugiats i els desembarcava en un port segur normalment a Itàlia i Malta. Des de l'inici de l'operació de rescat el 2015, l'Aquarius va salvar més de 29000 vides. Va operar amb el vaixell de rescat Aquarius des del 2016 amb el suport de Metges Sense Fronteres en aigües internacionals entre Itàlia i Líbia. La capacitat de rescat de l'Aquarius era d'entre 200 a 550 persones. Uns anys després va començar a utilitzar el Marejonio.
El 2018 Ministre italià de l'Interior Matteo Salvini va criticar durament la seva feina i va prohibir la seva entrada a Itàlia i Malta. El novembre de 2018 van iniciar una campanya conjunta els vaixells de Proactiva Open Arms, Mediterranea i Sea-Watch, que són l'Open Arms, el Marejonio i el Sea-Watch 3, per tal de prosseguir amb el rescat de refugiats al Mediterrani després d'unes setmanes en què els estats els havien impedit actuar de diverses maneres.